# ジャン・リュック・ロメロ

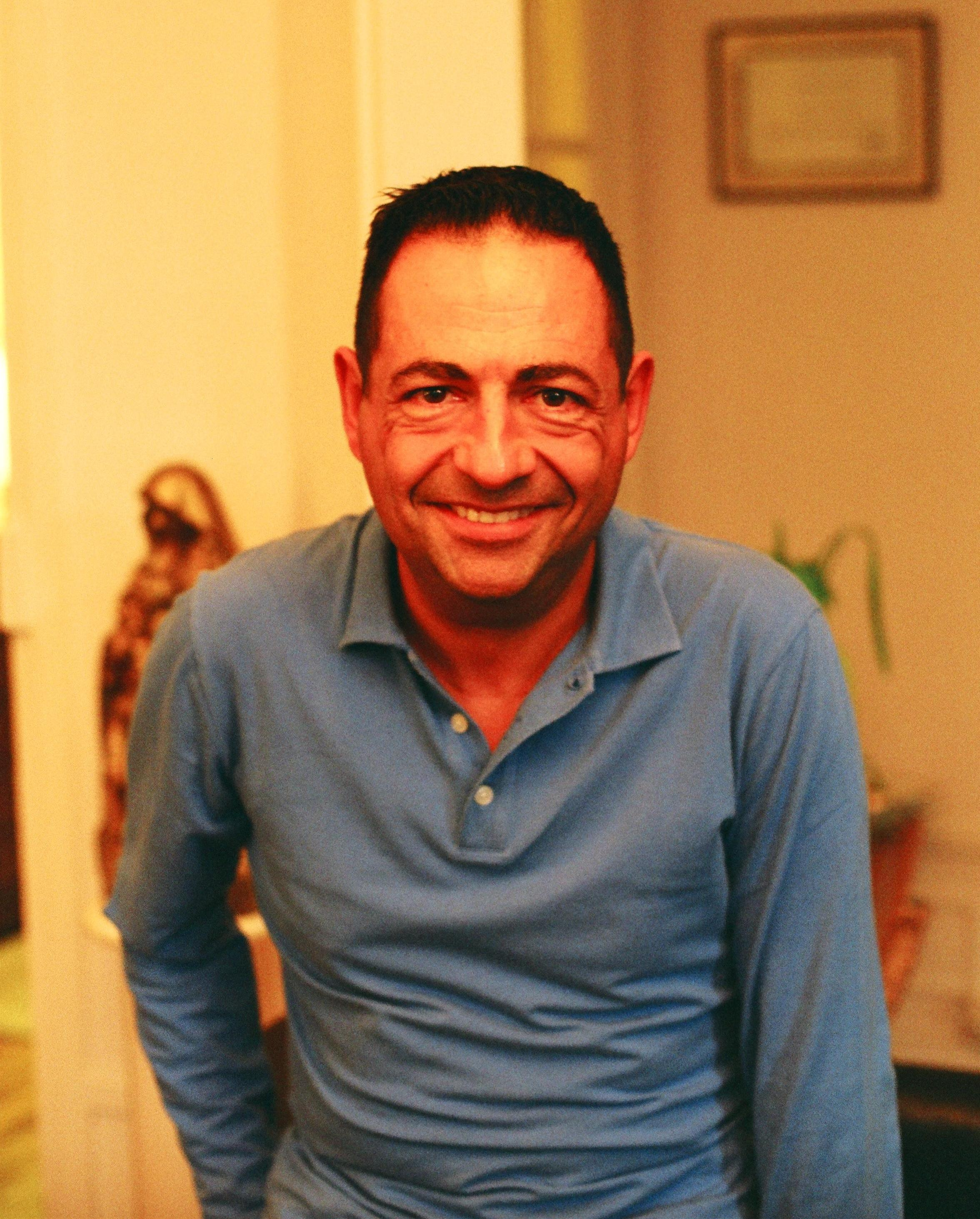
HIV感染者であり同性愛者であることを公言しているジャン・リュック・ロメロ、パリ市内の事務所にて、2005年9月

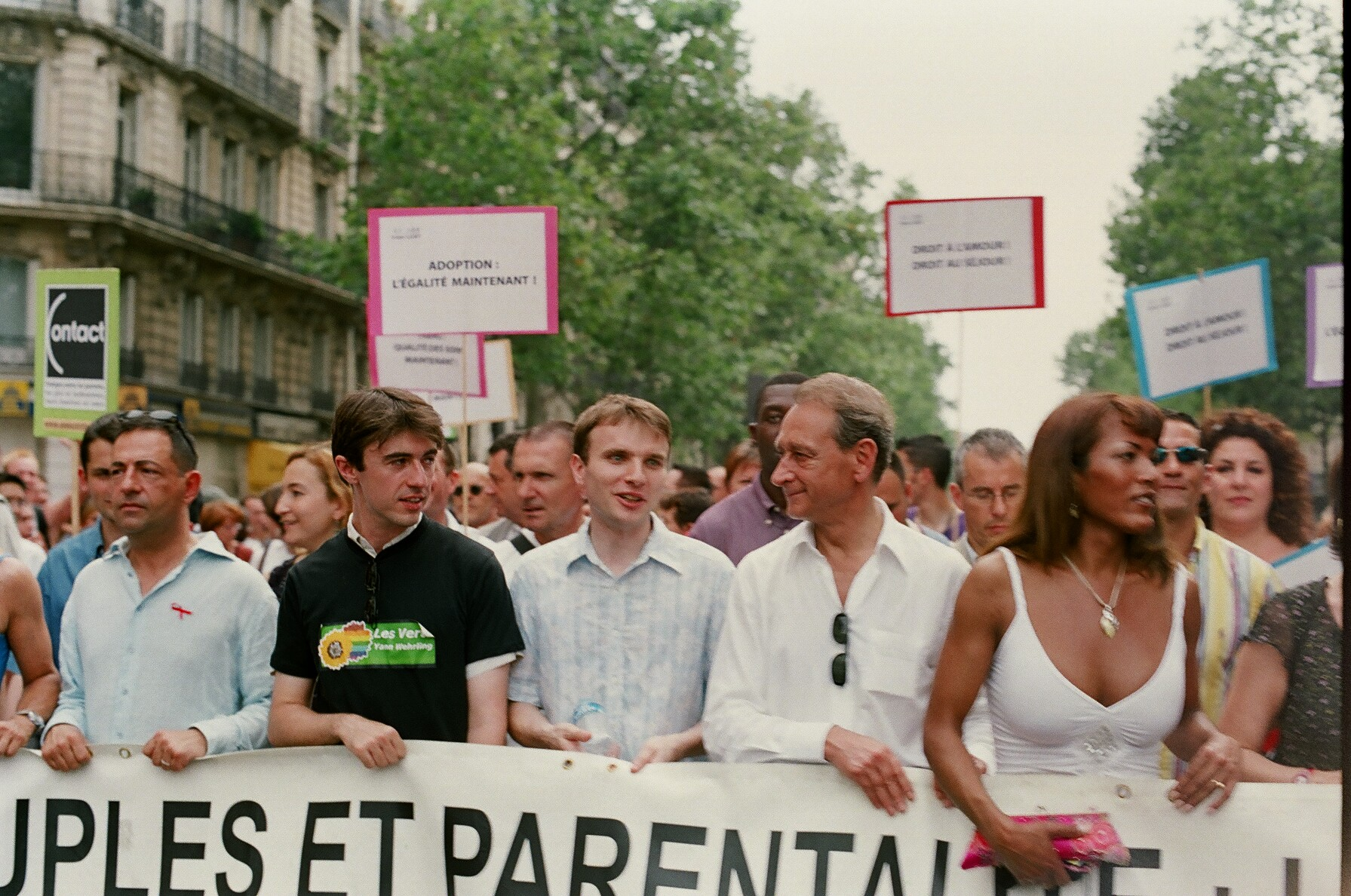
パリのゲイ・パレード(仏:La Marche des fiertés)の先頭。左端がイル＝ド＝フランス地域圏議会のジャン・リュック・ロメロ議員(国民運動連合所属)。2005年6月25日

ジャン・リュック・ロメロ（Jean-Luc Roméro, 1959年6月30日 - ）は、初めてHIVに感染していることを告白したフランスの政治家である。作家。ゲイであることを公言。国民運動連合所属。現イル＝ド＝フランス地域圏議会議員。市民政党「今日、別のあり方で」(仏:Aujourd'hui, Autrement)代表。

## 学歴
- 公法修士号取得(パリ第2大学)。
- 民法修士号取得(パリ第2大学)。
- 政治学修士号取得(パリ第2大学)。
- 政治学DEA取得(パリ第2大学)。
- 公法DEA取得(パリ第2大学)。

## 職歴
- 1986年〜1997年までピエール＝レミー・ウーサン(仏:Pierre-Rémy Houssin)国民議会議員・秘書。
- 1997年、ジャン＝マリー・ドマンジュ(仏:Jean-Marie Demange)国民議会議員・秘書。
- 1997年〜2000年までギー・ドルー(仏:Guy Drut)国民議会議員・秘書。
- 2001年からエソンヌ県ヴィニュー＝シュル＝セーヌ市(仏:Vigneux-sur-Seine) 連帯局長(仏:Directeur des solidarités)。

## エイズで恋人を失った過去
1984年5月、ロメロはユベールとパリのゲイバーで知り合い、パリ9区のアパルトマンで同棲生活を始める。恋人・ユベールとロメロは愛を深めてゆき、お互いが欠くべからざるをえない存在になった。しかし、ロメロは1993年にHIV抗体検査で自身がHIVに感染していることを知る。エイズ発症を防ぐための治療をロメロは始め、ユベールにも検査を勧めるが、拒否された。その結果、1994年にユベールはエイズを発症して、急死する。ロメロはHIVに感染していることはカミングアウトしていたが、自身がゲイであり恋人をエイズで失ったことは明かさず、政治活動を続けていた。2000年10月にゲイ向けの週刊ニュースがロメロの性的指向を暴露したことをきっかけに、ロメロは自身が同性愛者であることを公表し、ユベールとの関係も告白した。ユベールとの思い出については自著の中で詳しく綴っている。

## 政治経歴
- 元・国民運動連合全国書記。
- 元・急進党全国書記。
- 2004年8月から市民政党「今日、別のあり方で」(仏:Aujourd'hui, Autrement)代表。

## 議員歴
- 1989年3月から2001年3月までボビニー(仏:Bobigny)市議会議員。
- 1998年3月にイル＝ド＝フランス地域圏(仏:Île-de-France)議会議員に初当選。
- 2004年3月に再選。

## 選挙経験
- 2005年にパリ市長選挙の国民運動連合公認候補に立候補。書類審査で落選する。
- 2007年6月、国民議会議員選挙にパリ市第8区から「今日、別のあり方で」公認で立候補。国民運動連合に公認を申請するも却下された。6月10日の第一回投票で897票(1.95%)を獲得して落選した。
- 2007年フランス大統領選挙では国民運動連合のニコラ・サルコジ候補ではなくフランス民主連合のフランソワ・バイル候補を支援した。

## 役職
- 1995年から「エイズと戦う全仏地方議員の会」(仏:Élus Locaux Contre le Sida)共同代表。
- 1998年からイル＝ド＝フランス地域圏エイズ予防啓発地域センター・副代表。
- 2007年6月2日から「尊厳死の権利協会」(仏:Association pour le Droit de Mourir dans la Dignité)代表。
- 2005年から政府の諮問機関「エイズ全国委員会」(仏:Conseil National du Sida)委員。
- 2006年9月から国際組織「死ぬ権利を求める世界協会」代表。

## 主張
- LGBT(レズビアン、ゲイ、バイセクシャル、トランスジェンダー)の権利擁護。
- 尊厳死、安楽死の合法化。
- 大麻の合法化。
- 成人年齢の引き下げ。
- 第六共和制への移行。

## 著書
- 「La Nuit des petits couteaux : qui gagnera la bataille de Paris ?」(JC Gawsewitch)、2006年
- 「私は一度も春のアムステルダムを知らない」(仏:Je n'ai jamais connu Amsterdam au printemps) (Ramsay)、2004年9月
- 「Contribution à « Addictions et toxicomanie »」(éditions Frison Roche)、2004年9月
- 「Lettre à une droite maladroite」(Ramsay)、2003年3月
- 「Virus de vie」(Éditions Florent-Massot)、2002年5月)
- 「On m'a volé ma vérité」(Le Seuil)、2001年6月

## 共著
- 「Le cadrage politique de la drogue」(éditions Pepper)、2004年4月
- 「Dans le secret des drogues et des virus」(éditions Frison Roche)、2002年5月